# Cattleya mossiae
Cattleya mossiae är en orkidéart som beskrevs av C.Parker och William Jackson Hooker. Cattleya mossiae ingår i släktet Cattleya och familjen orkidéer. Inga underarter finns listade i Catalogue of Life.

## Bildgalleri

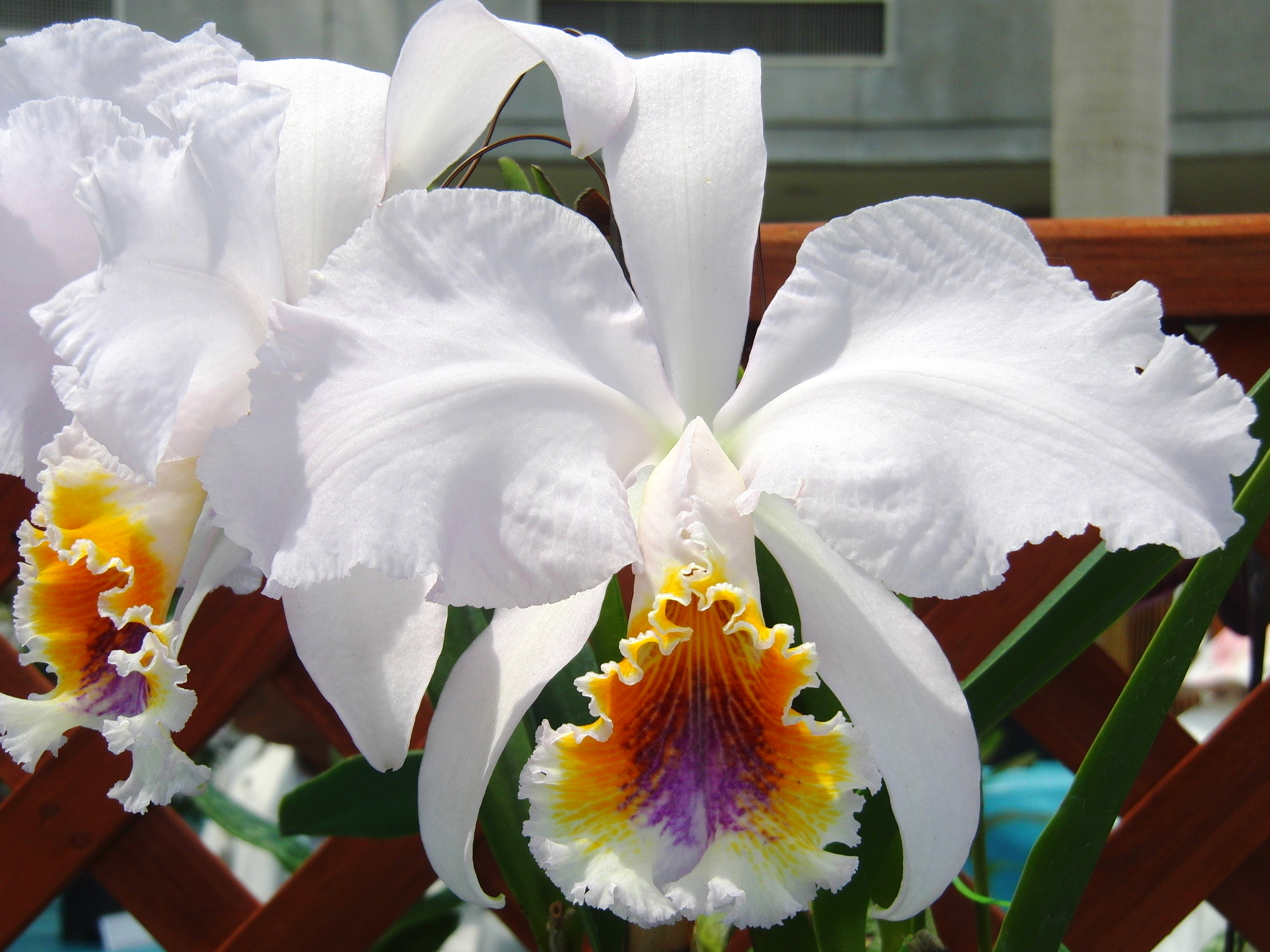
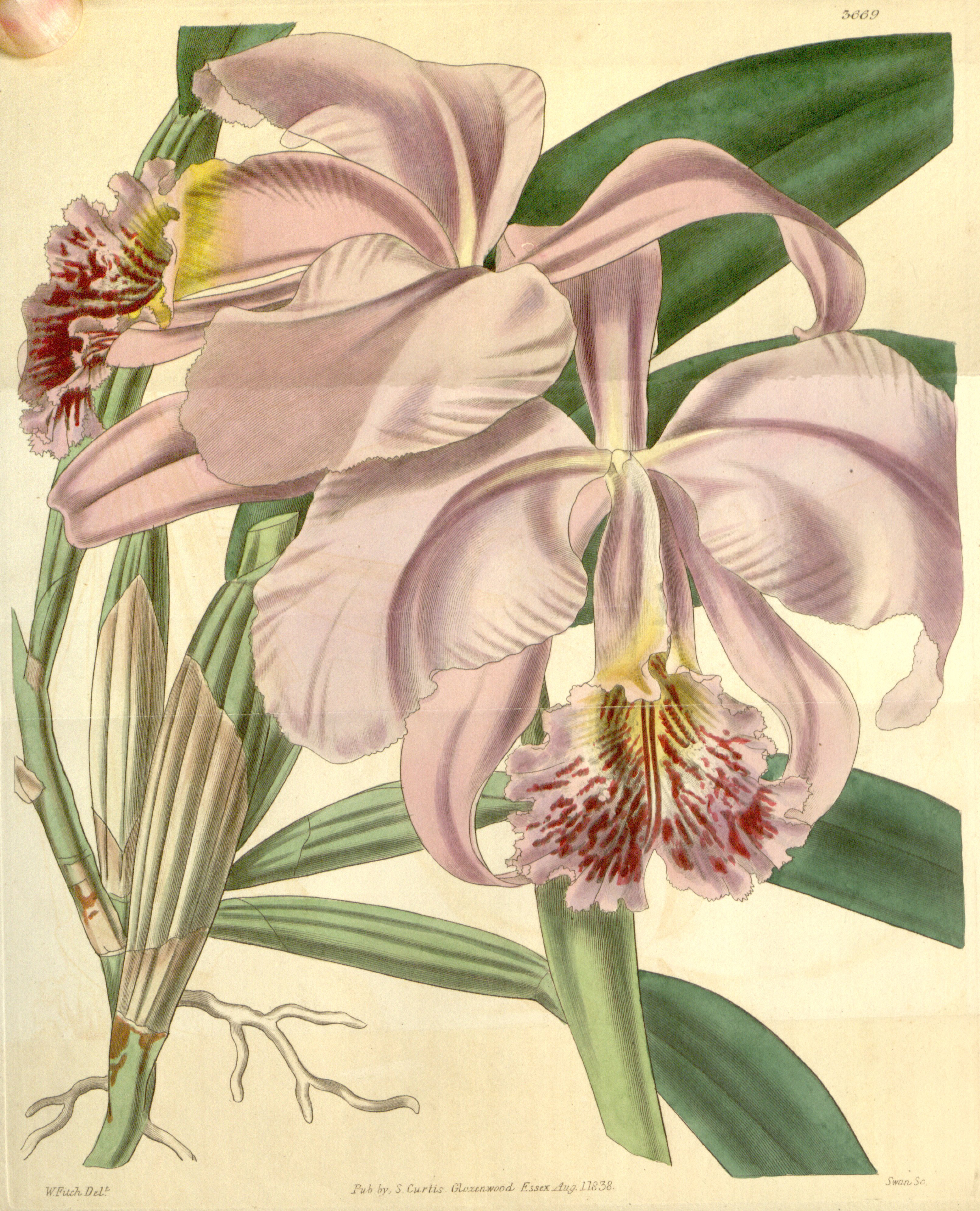
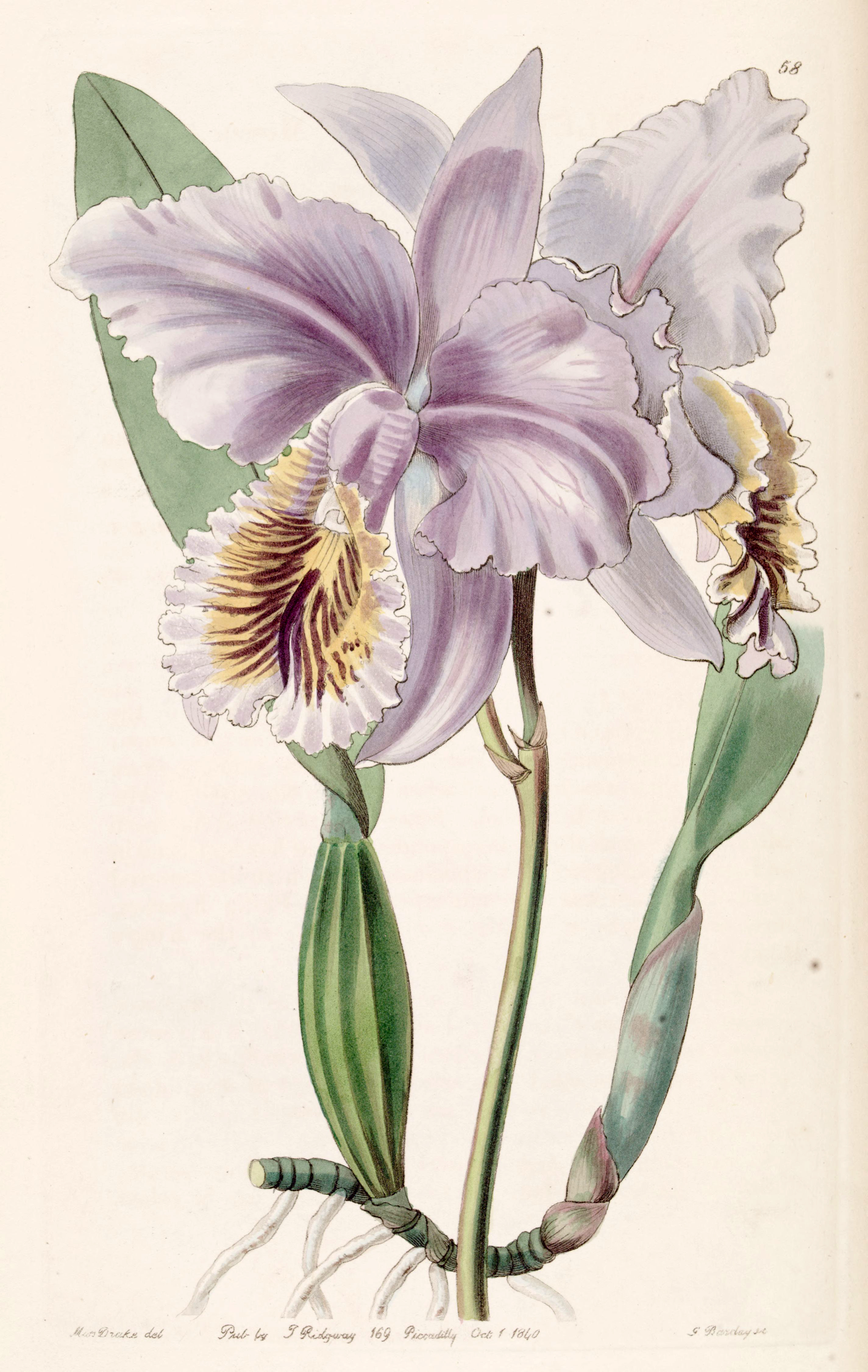
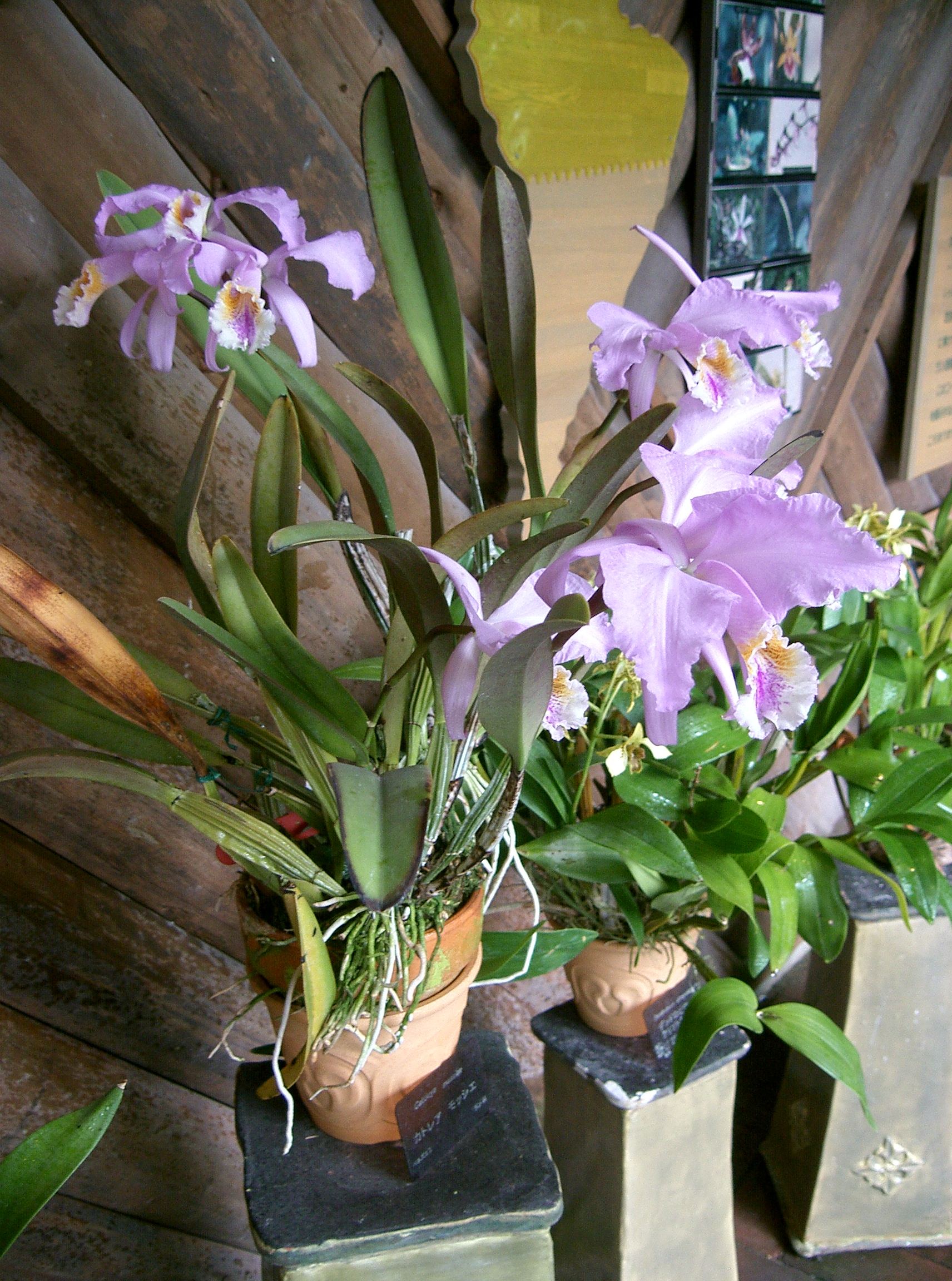
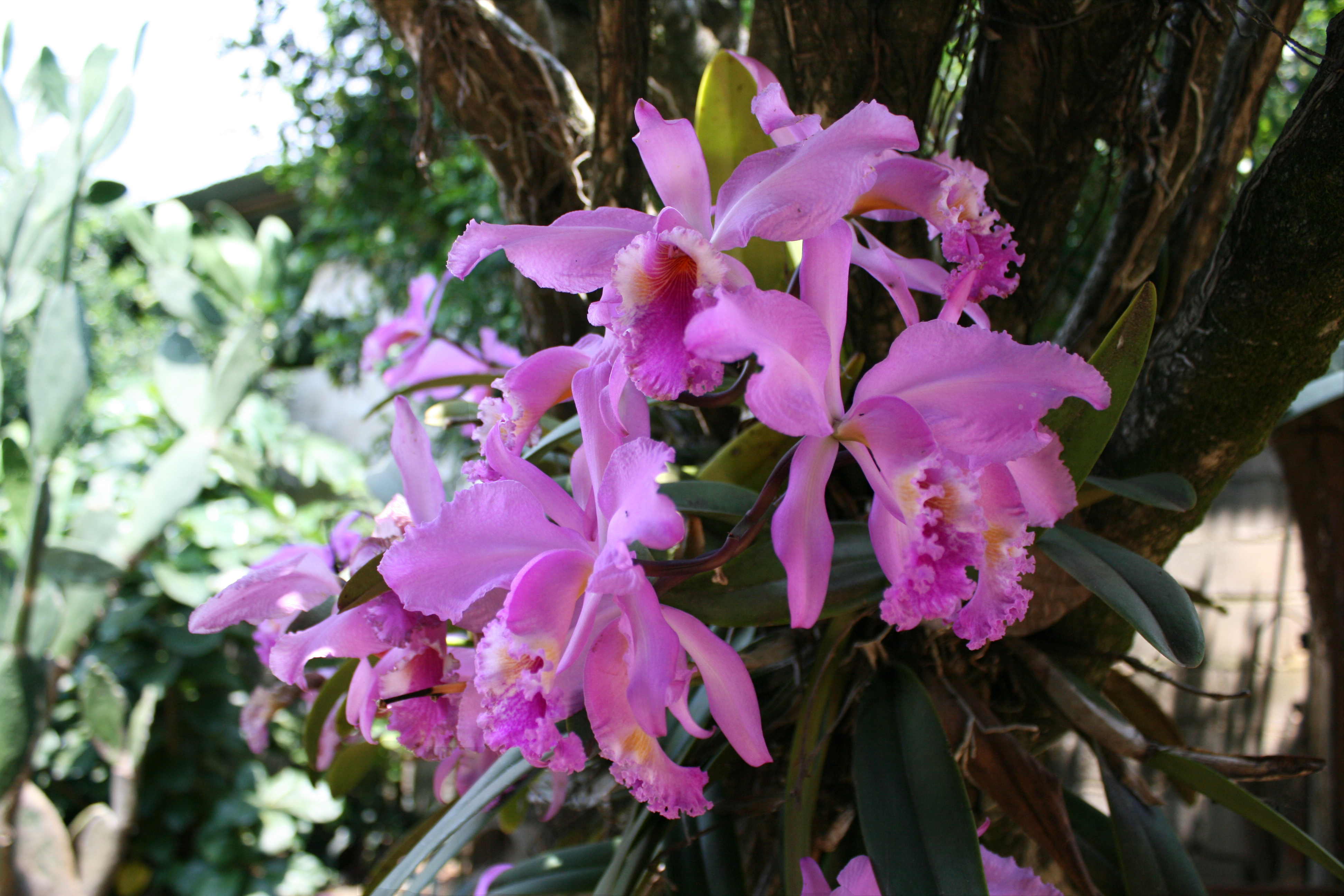
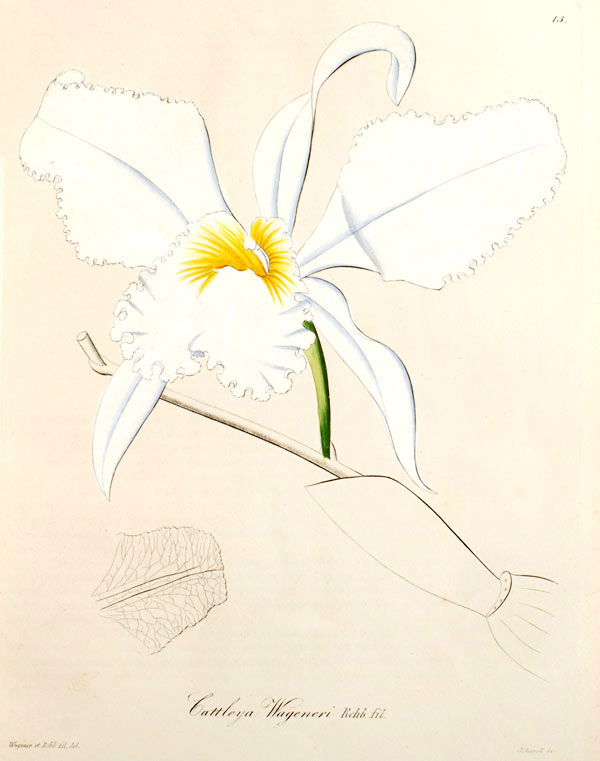